# Saint-Aignan-sur-Ry
Saint-Aignan-sur-Ry är en kommun i departementet Seine-Maritime i regionen Normandie i norra Frankrike. Kommunen ligger i kantonen Buchy som tillhör arrondissementet Rouen. År 2022 hade Saint-Aignan-sur-Ry 341 invånare.

## Befolkningsutveckling
Antalet invånare i kommunen Saint-Aignan-sur-Ry
| Referens: INSEE |